# ITF Women's Circuit 1999
L'ITF Women's Circuit 1999 è stata una serie di tornei gestita dall'organo internazionale del tennis, l'ITF. Lo scopo di questi tornei è quello di permettere, in particolare alle giovani tenniste, di migliorare la loro classifica per giocare in tornei più importanti. L'ITF Women's Circuit comprende tornei che hanno montepremi che vanno dai 5 000 ai 100 000 dollari.

## Gennaio
| Settimana  | Torneo                                                                                   | Vincitrice                      | Finalista                     | Semifinaliste        | Quarti di finale                                          |
| ---------- | ---------------------------------------------------------------------------------------- | ------------------------------- | ----------------------------- | -------------------- | --------------------------------------------------------- |
| 4 gennaio  | ITF Women's Circuit San Antonio 1999 San Antonio, USA Cemento $10,000 Singolare - Doppio | Holly Parkinson 3-6, 6-4, 6-3   | Alina Židkova                 | Kylie Hunt Dawn Buth | Riei Kawamata Diana Ospina Lydia Perkins Jennifer Hopkins |
| 4 gennaio  | ITF Women's Circuit San Antonio 1999 San Antonio, USA Cemento $10,000 Singolare - Doppio | Kylie Hunt Julie Scott 7-6, 6-4 | Alina Židkova Holly Parkinson | Kylie Hunt Dawn Buth | Riei Kawamata Diana Ospina Lydia Perkins Jennifer Hopkins |
| 11 gennaio | ITF Women's Circuit Miami 1999 Miami, USA Cemento $10,000                                |                                 |                               |                      |                                                           |
| 11 gennaio | ITF Women's Circuit Miami 1999 Miami, USA Cemento $10,000                                |                                 |                               |                      |                                                           |
| 18 gennaio | ITF Women's Circuit Boca Raton 1999 Boca Raton, USA Cemento $10,000                      |                                 |                               |                      |                                                           |
| 18 gennaio | ITF Women's Circuit Boca Raton 1999 Boca Raton, USA Cemento $10,000                      |                                 |                               |                      |                                                           |
| 18 gennaio | Swedbank Ladies 1999 Båstad, Svezia Cemento $10,000                                      |                                 |                               |                      |                                                           |
| 18 gennaio | Swedbank Ladies 1999 Båstad, Svezia Cemento $10,000                                      |                                 |                               |                      |                                                           |
| 25 gennaio | Sheriff Jim Coats Clearwater Women's Open 1999 Clearwater, USA Cemento $25,000           |                                 |                               |                      |                                                           |
| 25 gennaio | Sheriff Jim Coats Clearwater Women's Open 1999 Clearwater, USA Cemento $25,000           |                                 |                               |                      |                                                           |

## Febbraio
| Settimana   | Torneo                                                                        | Vincitrice | Finalista | Semifinaliste | Quarti di finale |
| ----------- | ----------------------------------------------------------------------------- | ---------- | --------- | ------------- | ---------------- |
| 1º febbraio | AEGON Pro Series Sheffield 1999 Sheffield, Gran Bretagna Cemento $10,000      |            |           |               |                  |
| 1º febbraio | AEGON Pro Series Sheffield 1999 Sheffield, Gran Bretagna Cemento $10,000      |            |           |               |                  |
| 1º febbraio | Trofeo Club Simó 1999 Maiorca, Spagna Terra rossa $10,000                     |            |           |               |                  |
| 1º febbraio | Trofeo Club Simó 1999 Maiorca, Spagna Terra rossa $10,000                     |            |           |               |                  |
| 1º febbraio | Ted-Firatpen Ladies Open 1999 Istanbul, Turchia Cemento $10,000               |            |           |               |                  |
| 1º febbraio | Ted-Firatpen Ladies Open 1999 Istanbul, Turchia Cemento $10,000               |            |           |               |                  |
| 1º febbraio | ITF Women's Circuit Wellington 1999 Wellington, Nuova Zelanda Cemento $10,000 |            |           |               |                  |
| 1º febbraio | ITF Women's Circuit Wellington 1999 Wellington, Nuova Zelanda Cemento $10,000 |            |           |               |                  |
| 8 febbraio  | AEGON Pro Series Birmingham 1999 Birmingham, Gran Bretagna Cemento $10,000    |            |           |               |                  |
| 8 febbraio  | AEGON Pro Series Birmingham 1999 Birmingham, Gran Bretagna Cemento $10,000    |            |           |               |                  |
| 8 febbraio  | Trofeo Ibatur 1999 Maiorca, Spagna Terra rossa $10,000                        |            |           |               |                  |
| 8 febbraio  | Trofeo Ibatur 1999 Maiorca, Spagna Terra rossa $10,000                        |            |           |               |                  |
| 8 febbraio  | Rogaška Open 1999 Rogaška Slatina, Slovenia Sintetico $25,000                 |            |           |               |                  |
| 8 febbraio  | Rogaška Open 1999 Rogaška Slatina, Slovenia Sintetico $25,000                 |            |           |               |                  |
| 8 febbraio  | ITF Women's Circuit Rockford 1999 Rockford, USA Cemento $25,000               |            |           |               |                  |
| 8 febbraio  | ITF Women's Circuit Rockford 1999 Rockford, USA Cemento $25,000               |            |           |               |                  |
| 15 febbraio | AEGON Pro Series Redbridge 1999 Redbridge, Gran Bretagna Cemento $25,000      |            |           |               |                  |
| 15 febbraio | AEGON Pro Series Redbridge 1999 Redbridge, Gran Bretagna Cemento $25,000      |            |           |               |                  |
| 15 febbraio | Dow Corning Tennis Classic 1999 Midland, USA Cemento $25,000                  |            |           |               |                  |
| 15 febbraio | Dow Corning Tennis Classic 1999 Midland, USA Cemento $25,000                  |            |           |               |                  |
| 22 febbraio | William Loud Bendigo International 1999 Bendigo, Australia Cemento $25,000    |            |           |               |                  |
| 22 febbraio | William Loud Bendigo International 1999 Bendigo, Australia Cemento $25,000    |            |           |               |                  |
| 22 febbraio | Faro Ladies Open 1999 Faro, Portogallo Cemento $10,000                        |            |           |               |                  |
| 22 febbraio | Faro Ladies Open 1999 Faro, Portogallo Cemento $10,000                        |            |           |               |                  |
| 22 febbraio | AEGON Pro Series Bushey 1999 Bushey, Gran Bretagna Sintetico $25,000          |            |           |               |                  |
| 22 febbraio | AEGON Pro Series Bushey 1999 Bushey, Gran Bretagna Sintetico $25,000          |            |           |               |                  |
| 27 febbraio | ITF Women's Circuit Nuevo Laredo 1999 Nuevo Laredo, Messico Cemento $5,000    |            |           |               |                  |
| 27 febbraio | ITF Women's Circuit Nuevo Laredo 1999 Nuevo Laredo, Messico Cemento $5,000    |            |           |               |                  |
| 27 febbraio | ITF Women's Circuit Warrnambool 1999 Warrnambool, Australia Erba $10,000      |            |           |               |                  |
| 27 febbraio | ITF Women's Circuit Warrnambool 1999 Warrnambool, Australia Erba $10,000      |            |           |               |                  |

## Marzo
| Settimana | Torneo                                                                                      | Vincitrice | Finalista | Semifinaliste | Quarti di finale |
| --------- | ------------------------------------------------------------------------------------------- | ---------- | --------- | ------------- | ---------------- |
| 1º marzo  | Internationale Badische Damen Hallenmeisterschaften 1999 Buchen, Germania Sintetico $10,000 |            |           |               |                  |
| 1º marzo  | Internationale Badische Damen Hallenmeisterschaften 1999 Buchen, Germania Sintetico $10,000 |            |           |               |                  |
| 1º marzo  | Al Habtoor Future Challenge 1999 Dubai, Emirati Arabi Uniti Cemento $75,000                 |            |           |               |                  |
| 1º marzo  | Al Habtoor Future Challenge 1999 Dubai, Emirati Arabi Uniti Cemento $75,000                 |            |           |               |                  |
| 1º marzo  | Albufeira Ladies Open 1999 Albufeira, Portogallo Cemento $10,000                            |            |           |               |                  |
| 1º marzo  | Albufeira Ladies Open 1999 Albufeira, Portogallo Cemento $10,000                            |            |           |               |                  |
| 8 marzo   | ITF Women's Circuit Biel 1999 Biel, Svizzera Cemento $25,000                                |            |           |               |                  |
| 8 marzo   | ITF Women's Circuit Biel 1999 Biel, Svizzera Cemento $25,000                                |            |           |               |                  |
| 15 marzo  | ITF Women's Circuit Ashkelon 1999 Ascalona, Israele Cemento $25,000                         |            |           |               |                  |
| 15 marzo  | ITF Women's Circuit Ashkelon 1999 Ascalona, Israele Cemento $25,000                         |            |           |               |                  |
| 15 marzo  | Internazionali Tennis Val Gardena Südtirol 1999 Val Gardena, Italia Cemento $10,000         |            |           |               |                  |
| 15 marzo  | Internazionali Tennis Val Gardena Südtirol 1999 Val Gardena, Italia Cemento $10,000         |            |           |               |                  |
| 15 marzo  | ITF Women's Circuit Reims 1999 Reims, Francia Terra rossa $25,000                           |            |           |               |                  |
| 15 marzo  | ITF Women's Circuit Reims 1999 Reims, Francia Terra rossa $25,000                           |            |           |               |                  |
| 15 marzo  | ITF Women's Circuit Noda 1999 Noda, Giappone Cemento $25,000                                |            |           |               |                  |
| 15 marzo  | ITF Women's Circuit Noda 1999 Noda, Giappone Cemento $25,000                                |            |           |               |                  |
| 22 marzo  | ITF Women's Circuit Atlanta 1999 Atlanta, USA Cemento $25,000                               |            |           |               |                  |
| 22 marzo  | ITF Women's Circuit Atlanta 1999 Atlanta, USA Cemento $25,000                               |            |           |               |                  |
| 22 marzo  | Open Gaz de France de Bretagne 1999 Dinan, Francia Terra rossa $25,000                      |            |           |               |                  |
| 22 marzo  | Open Gaz de France de Bretagne 1999 Dinan, Francia Terra rossa $25,000                      |            |           |               |                  |
| 22 marzo  | Torneo Internazionale Femminile Città di Cagliari 1999 Cagliari, Italia Terra rossa $10,000 |            |           |               |                  |
| 22 marzo  | Torneo Internazionale Femminile Città di Cagliari 1999 Cagliari, Italia Terra rossa $10,000 |            |           |               |                  |
| 22 marzo  | ITF Women's Circuit Petroupolis 1999 Petroupolis, Grecia Terra rossa $10,000                |            |           |               |                  |
| 22 marzo  | ITF Women's Circuit Petroupolis 1999 Petroupolis, Grecia Terra rossa $10,000                |            |           |               |                  |
| 22 marzo  | ITF Women's Circuit Seoul 1999 Seul, Corea del Sud Terra rossa $10,000                      |            |           |               |                  |
| 22 marzo  | ITF Women's Circuit Seoul 1999 Seul, Corea del Sud Terra rossa $10,000                      |            |           |               |                  |
| 29 marzo  | ITF Women's Circuit Claremont 1999 Claremont, USA Cemento $25,000                           |            |           |               |                  |
| 29 marzo  | ITF Women's Circuit Claremont 1999 Claremont, USA Cemento $25,000                           |            |           |               |                  |
| 29 marzo  | ITF Women's Circuit Seoul 1999 Seul, Corea del Sud Terra rossa $10,000                      |            |           |               |                  |
| 29 marzo  | ITF Women's Circuit Seoul 1999 Seul, Corea del Sud Terra rossa $10,000                      |            |           |               |                  |
| 29 marzo  | ITF Incheon Women's Challenger Tennis 1999 Inchon, Corea del Sud Terra rossa $10,000        |            |           |               |                  |
| 29 marzo  | ITF Incheon Women's Challenger Tennis 1999 Inchon, Corea del Sud Terra rossa $10,000        |            |           |               |                  |
| 29 marzo  | ITF Women's Circuit Santiago 1999 Santiago, Cile Terra rossa $10,000                        |            |           |               |                  |
| 29 marzo  | ITF Women's Circuit Santiago 1999 Santiago, Cile Terra rossa $10,000                        |            |           |               |                  |
| 29 marzo  | Ciudad de Pontevedra 1999 Pontevedra, Spagna Cemento $10,000                                |            |           |               |                  |
| 29 marzo  | Ciudad de Pontevedra 1999 Pontevedra, Spagna Cemento $10,000                                |            |           |               |                  |

## Aprile
| Settimana | Torneo                                                                                       | Vincitrice | Finalista | Semifinaliste | Quarti di finale |
| --------- | -------------------------------------------------------------------------------------------- | ---------- | --------- | ------------- | ---------------- |
| 5 aprile  | ITF Women's Circuit Tianjin 1999 Tientsin, Cina Cemento $50,000                              |            |           |               |                  |
| 5 aprile  | ITF Women's Circuit Tianjin 1999 Tientsin, Cina Cemento $50,000                              |            |           |               |                  |
| 5 aprile  | Makarska Ladies Open 1999 Macarsca, Croazia Terra rossa $10,000                              |            |           |               |                  |
| 5 aprile  | Makarska Ladies Open 1999 Macarsca, Croazia Terra rossa $10,000                              |            |           |               |                  |
| 5 aprile  | ITF Women's Circuit Cerignola 1999 Cerignola, Italia Terra rossa $10,000                     |            |           |               |                  |
| 5 aprile  | ITF Women's Circuit Cerignola 1999 Cerignola, Italia Terra rossa $10,000                     |            |           |               |                  |
| 5 aprile  | ITF Women's Circuit Fresno 1999 Fresno, USA Cemento $25,000                                  |            |           |               |                  |
| 5 aprile  | ITF Women's Circuit Fresno 1999 Fresno, USA Cemento $25,000                                  |            |           |               |                  |
| 12 aprile | Open GDF SUEZ de Cagnes-sur-Mer Alpes-Maritimes 1999 Cagnes-sur-Mer, Francia Cemento $25,000 |            |           |               |                  |
| 12 aprile | Open GDF SUEZ de Cagnes-sur-Mer Alpes-Maritimes 1999 Cagnes-sur-Mer, Francia Cemento $25,000 |            |           |               |                  |
| 12 aprile | Internazionali di San Severo 1999 San Severo, Italia Terra rossa $10,000                     |            |           |               |                  |
| 12 aprile | Internazionali di San Severo 1999 San Severo, Italia Terra rossa $10,000                     |            |           |               |                  |
| 12 aprile | Gariful Hvar Open 1999 Lesina, Croazia Terra rossa $10,000                                   |            |           |               |                  |
| 12 aprile | Gariful Hvar Open 1999 Lesina, Croazia Terra rossa $10,000                                   |            |           |               |                  |
| 12 aprile | Lexus of Las Vegas Open 1999 Las Vegas, USA Cemento $25,000                                  |            |           |               |                  |
| 12 aprile | Lexus of Las Vegas Open 1999 Las Vegas, USA Cemento $25,000                                  |            |           |               |                  |
| 12 aprile | Mitra Kemayoran Women's Circuit 1999 Giacarta, Indonesia Cemento $10,000                     |            |           |               |                  |
| 12 aprile | Mitra Kemayoran Women's Circuit 1999 Giacarta, Indonesia Cemento $10,000                     |            |           |               |                  |
| 17 aprile | ITF Women's Circuit Mumbai 1999 Mumbai, India Cemento $5,000                                 |            |           |               |                  |
| 17 aprile | ITF Women's Circuit Mumbai 1999 Mumbai, India Cemento $5,000                                 |            |           |               |                  |
| 19 aprile | Mitra Kemayoran Women's Circuit 1999 Giacarta, Indonesia Cemento $10,000                     |            |           |               |                  |
| 19 aprile | Mitra Kemayoran Women's Circuit 1999 Giacarta, Indonesia Cemento $10,000                     |            |           |               |                  |
| 19 aprile | Gariful Hvar Open 1999 Lesina, Croazia Terra rossa $10,000                                   |            |           |               |                  |
| 19 aprile | Gariful Hvar Open 1999 Lesina, Croazia Terra rossa $10,000                                   |            |           |               |                  |
| 19 aprile | Open Gaz de France Pau-Gelos 1999 Gelos, Francia Terra rossa $25,000                         |            |           |               |                  |
| 19 aprile | Open Gaz de France Pau-Gelos 1999 Gelos, Francia Terra rossa $25,000                         |            |           |               |                  |
| 19 aprile | Trofeo Banca Arditi Galati 1999 Bari, Italia Terra rossa $10,000                             |            |           |               |                  |
| 19 aprile | Trofeo Banca Arditi Galati 1999 Bari, Italia Terra rossa $10,000                             |            |           |               |                  |
| 19 aprile | ITF Women's Circuit Hatfield 1999 Hatfield, Gran Bretagna Terra rossa $10,000                |            |           |               |                  |
| 19 aprile | ITF Women's Circuit Hatfield 1999 Hatfield, Gran Bretagna Terra rossa $10,000                |            |           |               |                  |
| 26 aprile | ITF Femenil Britania Coatzacoalcos 1999 Coatzacoalcos, Messico Cemento $10,000               |            |           |               |                  |
| 26 aprile | ITF Femenil Britania Coatzacoalcos 1999 Coatzacoalcos, Messico Cemento $10,000               |            |           |               |                  |
| 26 aprile | ITF Women's Circuit Hatfield 1999 Hatfield, Gran Bretagna Terra rossa $10,000                |            |           |               |                  |
| 26 aprile | ITF Women's Circuit Hatfield 1999 Hatfield, Gran Bretagna Terra rossa $10,000                |            |           |               |                  |
| 26 aprile | Trofeo Ediltermica 1999 Maglie, Italia Terra rossa $10,000                                   |            |           |               |                  |
| 26 aprile | Trofeo Ediltermica 1999 Maglie, Italia Terra rossa $10,000                                   |            |           |               |                  |
| 26 aprile | Solverde Tenis Cup 1999 Espinho, Portogallo Terra rossa $25,000                              |            |           |               |                  |
| 26 aprile | Solverde Tenis Cup 1999 Espinho, Portogallo Terra rossa $25,000                              |            |           |               |                  |
| 26 aprile | Kangaroo Cup International Ladies Open Tennis 1999 Gifu, Giappone Sintetico $50,000          |            |           |               |                  |
| 26 aprile | Kangaroo Cup International Ladies Open Tennis 1999 Gifu, Giappone Sintetico $50,000          |            |           |               |                  |

## Maggio
| Settimana | Torneo                                                                                     | Vincitrice | Finalista | Semifinaliste | Quarti di finale |
| --------- | ------------------------------------------------------------------------------------------ | ---------- | --------- | ------------- | ---------------- |
| 3 maggio  | Internacional Femenil Poza Rica 1999 Poza Rica, Messico Cemento $10,000                    |            |           |               |                  |
| 3 maggio  | Internacional Femenil Poza Rica 1999 Poza Rica, Messico Cemento $10,000                    |            |           |               |                  |
| 3 maggio  | Xenia Athens Open 1999 Atene, Grecia Terra rossa $25,000                                   |            |           |               |                  |
| 3 maggio  | Xenia Athens Open 1999 Atene, Grecia Terra rossa $25,000                                   |            |           |               |                  |
| 3 maggio  | Ritro Slovak Open 1999 Bratislava, Slovacchia Terra rossa $75,000                          |            |           |               |                  |
| 3 maggio  | Ritro Slovak Open 1999 Bratislava, Slovacchia Terra rossa $75,000                          |            |           |               |                  |
| 3 maggio  | ITF Women's Circuit Sarasota 1999 Sarasota, USA Terra rossa $25,000                        |            |           |               |                  |
| 3 maggio  | ITF Women's Circuit Sarasota 1999 Sarasota, USA Terra rossa $25,000                        |            |           |               |                  |
| 3 maggio  | ITF Women's Circuit Seoul 1999 Seul, Corea del Sud Terra rossa $25,000                     |            |           |               |                  |
| 3 maggio  | ITF Women's Circuit Seoul 1999 Seul, Corea del Sud Terra rossa $25,000                     |            |           |               |                  |
| 3 maggio  | ITF Women's Circuit Verona 1999 Verona, Italia Terra rossa $10,000                         |            |           |               |                  |
| 3 maggio  | ITF Women's Circuit Verona 1999 Verona, Italia Terra rossa $10,000                         |            |           |               |                  |
| 3 maggio  | AEGON Pro Series Swansea 1999 Swansea, Gran Bretagna Terra rossa $10,000                   |            |           |               |                  |
| 3 maggio  | AEGON Pro Series Swansea 1999 Swansea, Gran Bretagna Terra rossa $10,000                   |            |           |               |                  |
| 3 maggio  | ITF Women's Circuit Beersheba 1999 Beersheba, Israele Cemento $25,000                      |            |           |               |                  |
| 3 maggio  | ITF Women's Circuit Beersheba 1999 Beersheba, Israele Cemento $25,000                      |            |           |               |                  |
| 10 maggio | ITF Women's Circuit Tampico 1999 Tampico, Messico Cemento $10,000                          |            |           |               |                  |
| 10 maggio | ITF Women's Circuit Tampico 1999 Tampico, Messico Cemento $10,000                          |            |           |               |                  |
| 10 maggio | ITF Women's Circuit Kula 1999 Kula, Jugoslavia Terra rossa $10,000                         |            |           |               |                  |
| 10 maggio | ITF Women's Circuit Kula 1999 Kula, Jugoslavia Terra rossa $10,000                         |            |           |               |                  |
| 10 maggio | ITF Women's Circuit Midlothian 1999 Midlothian, USA Terra rossa $25,000                    |            |           |               |                  |
| 10 maggio | ITF Women's Circuit Midlothian 1999 Midlothian, USA Terra rossa $25,000                    |            |           |               |                  |
| 10 maggio | AEGON Pro Series Edinburgh 1999 Edimburgo, Gran Bretagna Terra rossa $50,000               |            |           |               |                  |
| 10 maggio | AEGON Pro Series Edinburgh 1999 Edimburgo, Gran Bretagna Terra rossa $50,000               |            |           |               |                  |
| 10 maggio | Torneo Club Tennis Tortosa 1999 Tortosa, Spagna Terra rossa $10,000                        |            |           |               |                  |
| 10 maggio | Torneo Club Tennis Tortosa 1999 Tortosa, Spagna Terra rossa $10,000                        |            |           |               |                  |
| 17 maggio | ITF Women's Circuit Ciudad Juarez 1999 Ciudad Juárez, Messico Cemento $10,000              |            |           |               |                  |
| 17 maggio | ITF Women's Circuit Ciudad Juarez 1999 Ciudad Juárez, Messico Cemento $10,000              |            |           |               |                  |
| 17 maggio | ITF Women's Circuit Zaragoza 1999 Saragozza, Spagna Terra rossa $10,000                    |            |           |               |                  |
| 17 maggio | ITF Women's Circuit Zaragoza 1999 Saragozza, Spagna Terra rossa $10,000                    |            |           |               |                  |
| 17 maggio | ITF Women's Circuit Salzburg 1999 Salisburgo, Austria Terra rossa $10,000                  |            |           |               |                  |
| 17 maggio | ITF Women's Circuit Salzburg 1999 Salisburgo, Austria Terra rossa $10,000                  |            |           |               |                  |
| 17 maggio | Pesaro Open 1999 Pesaro, Italia Terra rossa $10,000                                        |            |           |               |                  |
| 17 maggio | Pesaro Open 1999 Pesaro, Italia Terra rossa $10,000                                        |            |           |               |                  |
| 17 maggio | St. Dominic USTA Pro Circuit $25,000 Women's Challenger 1999 Jackson, USA Cemento $25,000  |            |           |               |                  |
| 17 maggio | St. Dominic USTA Pro Circuit $25,000 Women's Challenger 1999 Jackson, USA Cemento $25,000  |            |           |               |                  |
| 17 maggio | ITF Women's Circuit Elvas 1999 Elvas, Portogallo Cemento $10,000                           |            |           |               |                  |
| 17 maggio | ITF Women's Circuit Elvas 1999 Elvas, Portogallo Cemento $10,000                           |            |           |               |                  |
| 24 maggio | OVS Ladies Open 1999 Guimarães, Portogallo Cemento $10,000                                 |            |           |               |                  |
| 24 maggio | OVS Ladies Open 1999 Guimarães, Portogallo Cemento $10,000                                 |            |           |               |                  |
| 24 maggio | BGZ Cup 1999 Varsavia, Polonia Terra rossa $25,000                                         |            |           |               |                  |
| 24 maggio | BGZ Cup 1999 Varsavia, Polonia Terra rossa $25,000                                         |            |           |               |                  |
| 24 maggio | Hunt Communities USTA Women's Pro Tennis Classic El Paso 1999 El Paso, USA Cemento $10,000 |            |           |               |                  |
| 24 maggio | Hunt Communities USTA Women's Pro Tennis Classic El Paso 1999 El Paso, USA Cemento $10,000 |            |           |               |                  |
| 24 maggio | ITF Women's Circuit Ceuta 1999 Ceuta, Spagna Cemento $10,000                               |            |           |               |                  |
| 24 maggio | ITF Women's Circuit Ceuta 1999 Ceuta, Spagna Cemento $10,000                               |            |           |               |                  |
| 31 maggio | ITF Women's Circuit Little Rock 1999 Little Rock, USA Cemento $10,000                      |            |           |               |                  |
| 31 maggio | ITF Women's Circuit Little Rock 1999 Little Rock, USA Cemento $10,000                      |            |           |               |                  |
| 31 maggio | ITF Women's Circuit Budapest 1999 Budapest, Ungheria Terra rossa $25,000                   |            |           |               |                  |
| 31 maggio | ITF Women's Circuit Budapest 1999 Budapest, Ungheria Terra rossa $25,000                   |            |           |               |                  |
| 31 maggio | Kedzierzyn Kozle Cup 1999 Kędzierzyn-Koźle, Polonia Terra rossa $10,000                    |            |           |               |                  |
| 31 maggio | Kedzierzyn Kozle Cup 1999 Kędzierzyn-Koźle, Polonia Terra rossa $10,000                    |            |           |               |                  |
| 31 maggio | ITF Women's Circuit Azemeis 1999 Oliveira de Azeméis, Portogallo Terra rossa $10,000       |            |           |               |                  |
| 31 maggio | ITF Women's Circuit Azemeis 1999 Oliveira de Azeméis, Portogallo Terra rossa $10,000       |            |           |               |                  |
| 31 maggio | ITF Women's Circuit Mersin 1999 Mersin, Turchia Terra rossa $10,000                        |            |           |               |                  |
| 31 maggio | ITF Women's Circuit Mersin 1999 Mersin, Turchia Terra rossa $10,000                        |            |           |               |                  |
| 31 maggio | The Surbiton Trophy 1999 Surbiton, Gran Bretagna Erba $25,000                              |            |           |               |                  |
| 31 maggio | The Surbiton Trophy 1999 Surbiton, Gran Bretagna Erba $25,000                              |            |           |               |                  |

## Giugno
| Settimana | Torneo | Vincitrice | Finalista | Semifinaliste | Quarti di finale |
| --------- | --- | ---------- | --------- | ------------- | ---------------- |
| 7 giugno  | ITF Women's Circuit Hilton Head 1999 Hilton Head, USA Cemento $10,000                                      |            |           |               |                  |
| 7 giugno  | ITF Women's Circuit Hilton Head 1999 Hilton Head, USA Cemento $10,000                                      |            |           |               |                  |
| 7 giugno  | ITF Women's Circuit Shenzhen 1999 Shenzhen, Cina Cemento $10,000                                           |            |           |               |                  |
| 7 giugno  | ITF Women's Circuit Shenzhen 1999 Shenzhen, Cina Cemento $10,000                                           |            |           |               |                  |
| 7 giugno  | ITF Women's Circuit Biel 1999 Bienne, Svizzera Terra rossa $10,000                                         |            |           |               |                  |
| 7 giugno  | ITF Women's Circuit Biel 1999 Bienne, Svizzera Terra rossa $10,000                                         |            |           |               |                  |
| 7 giugno  | ITF Women's Circuit Meinerzhagen 1999 Meinerzhagen, Germania Terra rossa $10,000                           |            |           |               |                  |
| 7 giugno  | ITF Women's Circuit Meinerzhagen 1999 Meinerzhagen, Germania Terra rossa $10,000                           |            |           |               |                  |
| 7 giugno  | Torneo Internazionale Femminile Città Di Galatina 1999 Galatina, Italia Terra rossa $10,000                |            |           |               |                  |
| 7 giugno  | Torneo Internazionale Femminile Città Di Galatina 1999 Galatina, Italia Terra rossa $10,000                |            |           |               |                  |
| 7 giugno  | Macha Lake Satellite 1999 Staré Splavy, Repubblica Ceca Terra rossa $10,000                                |            |           |               |                  |
| 7 giugno  | Macha Lake Satellite 1999 Staré Splavy, Repubblica Ceca Terra rossa $10,000                                |            |           |               |                  |
| 14 giugno | ITF Women's Circuit Shenzhen 1999 Shenzhen, Cina Cemento $10,000                                           |            |           |               |                  |
| 14 giugno | ITF Women's Circuit Shenzhen 1999 Shenzhen, Cina Cemento $10,000                                           |            |           |               |                  |
| 14 giugno | Open GDF SUEZ de Marseille 1999 Marsiglia, Francia Terra rossa $50,000                                     |            |           |               |                  |
| 14 giugno | Open GDF SUEZ de Marseille 1999 Marsiglia, Francia Terra rossa $50,000                                     |            |           |               |                  |
| 14 giugno | Torneo Internazionale Femminile Città di Grado 1999 Grado, Italia Terra rossa $25,000                      |            |           |               |                  |
| 14 giugno | Torneo Internazionale Femminile Città di Grado 1999 Grado, Italia Terra rossa $25,000                      |            |           |               |                  |
| 14 giugno | ITF Women's Circuit Poznan 1999 Poznań, Polonia Terra rossa $10,000                                        |            |           |               |                  |
| 14 giugno | ITF Women's Circuit Poznan 1999 Poznań, Polonia Terra rossa $10,000                                        |            |           |               |                  |
| 14 giugno | ITF Women's Circuit Hoorn 1999 Hoorn, Paesi Bassi Terra rossa $10,000                                      |            |           |               |                  |
| 14 giugno | ITF Women's Circuit Hoorn 1999 Hoorn, Paesi Bassi Terra rossa $10,000                                      |            |           |               |                  |
| 14 giugno | Lenzerheide Open 1999 Lenzerheide, Svizzera Terra rossa $10,000                                            |            |           |               |                  |
| 14 giugno | Lenzerheide Open 1999 Lenzerheide, Svizzera Terra rossa $10,000                                            |            |           |               |                  |
| 14 giugno | ITF Women's Circuit Mount Pleasant 1999 Mount Pleasant, USA Cemento $25,000                                |            |           |               |                  |
| 14 giugno | ITF Women's Circuit Mount Pleasant 1999 Mount Pleasant, USA Cemento $25,000                                |            |           |               |                  |
| 14 giugno | Ted-Firatpen Ladies Open 1999 Istanbul, Turchia Cemento $25,000                                            |            |           |               |                  |
| 14 giugno | Ted-Firatpen Ladies Open 1999 Istanbul, Turchia Cemento $25,000                                            |            |           |               |                  |
| 21 giugno | ITF Women's Circuit Montreal 1999 Montréal, Canada Cemento $10,000                                         |            |           |               |                  |
| 21 giugno | ITF Women's Circuit Montreal 1999 Montréal, Canada Cemento $10,000                                         |            |           |               |                  |
| 21 giugno | ITF Women's Circuit Easton 1999 Easton, USA Cemento $10,000                                                |            |           |               |                  |
| 21 giugno | ITF Women's Circuit Easton 1999 Easton, USA Cemento $10,000                                                |            |           |               |                  |
| 21 giugno | Swedish Ladies 1999 Båstad, Svezia Terra rossa $10,000                                                     |            |           |               |                  |
| 21 giugno | Swedish Ladies 1999 Båstad, Svezia Terra rossa $10,000                                                     |            |           |               |                  |
| 21 giugno | TEIJIN Twaron Trophy 1999 Velp, Paesi Bassi Terra rossa $10,000                                            |            |           |               |                  |
| 21 giugno | TEIJIN Twaron Trophy 1999 Velp, Paesi Bassi Terra rossa $10,000                                            |            |           |               |                  |
| 21 giugno | Go'n'GO Tennis Cup Gorizia 1999 Gorizia, Italia Terra rossa $25,000                                        |            |           |               |                  |
| 21 giugno | Go'n'GO Tennis Cup Gorizia 1999 Gorizia, Italia Terra rossa $25,000                                        |            |           |               |                  |
| 21 giugno | ITF Women's Circuit Sopot 1999 Sopot, Polonia Terra rossa $25,000                                          |            |           |               |                  |
| 21 giugno | ITF Women's Circuit Sopot 1999 Sopot, Polonia Terra rossa $25,000                                          |            |           |               |                  |
| 28 giugno | ITF Women's Circuit Springfield 1999 Springfield, USA Cemento $10,000                                      |            |           |               |                  |
| 28 giugno | ITF Women's Circuit Springfield 1999 Springfield, USA Cemento $10,000                                      |            |           |               |                  |
| 28 giugno | Ted-Firatpen Ladies Open 1999 Istanbul, Turchia Cemento $10,000                                            |            |           |               |                  |
| 28 giugno | Ted-Firatpen Ladies Open 1999 Istanbul, Turchia Cemento $10,000                                            |            |           |               |                  |
| 28 giugno | Internationaler Württembergische Damen-Tennis-Meisterschaften 1999 Vaihingen, Germania Terra rossa $25,000 |            |           |               |                  |
| 28 giugno | Internationaler Württembergische Damen-Tennis-Meisterschaften 1999 Vaihingen, Germania Terra rossa $25,000 |            |           |               |                  |
| 28 giugno | Open GDF Suez de Mont de Marsan 1999 Mont-de-Marsan, Francia Terra rossa $25,000                           |            |           |               |                  |
| 28 giugno | Open GDF Suez de Mont de Marsan 1999 Mont-de-Marsan, Francia Terra rossa $25,000                           |            |           |               |                  |
| 28 giugno | Memorial Benito Grassi 1999 Orbetello, Italia Terra rossa $25,000                                          |            |           |               |                  |
| 28 giugno | Memorial Benito Grassi 1999 Orbetello, Italia Terra rossa $25,000                                          |            |           |               |                  |
| 28 giugno | Future Alkmaar 1999 Alkmaar, Paesi Bassi Terra rossa $10,000                                               |            |           |               |                  |
| 28 giugno | Future Alkmaar 1999 Alkmaar, Paesi Bassi Terra rossa $10,000                                               |            |           |               |                  |
| 28 giugno | Sampo Open 1999 Tallinn, Estonia Terra rossa $10,000                                                       |            |           |               |                  |
| 28 giugno | Sampo Open 1999 Tallinn, Estonia Terra rossa $10,000                                                       |            |           |               |                  |
| 28 giugno | ITF Women's Circuit Montreal 1999 Montréal, Canada Cemento $10,000                                         |            |           |               |                  |
| 28 giugno | ITF Women's Circuit Montreal 1999 Montréal, Canada Cemento $10,000                                         |            |           |               |                  |

## Luglio
| Settimana | Torneo                                                                                | Vincitrice | Finalista | Semifinaliste | Quarti di finale |
| --------- | ------------------------------------------------------------------------------------- | ---------- | --------- | ------------- | ---------------- |
| 5 luglio  | ITF Women's Circuit Edmonton 1999 Edmonton, Canada Cemento $25,000                    |            |           |               |                  |
| 5 luglio  | ITF Women's Circuit Edmonton 1999 Edmonton, Canada Cemento $25,000                    |            |           |               |                  |
| 5 luglio  | ITF Women's Circuit Edmond 1999 Edmond, USA Cemento $10,000                           |            |           |               |                  |
| 5 luglio  | ITF Women's Circuit Edmond 1999 Edmond, USA Cemento $10,000                           |            |           |               |                  |
| 5 luglio  | AEGON Pro Series Felixstowe 1999 Felixstowe, Gran Bretagna Erba $10,000               |            |           |               |                  |
| 5 luglio  | AEGON Pro Series Felixstowe 1999 Felixstowe, Gran Bretagna Erba $10,000               |            |           |               |                  |
| 5 luglio  | Open International du Touquet 1999 Le Touquet, Francia Terra rossa $10,000            |            |           |               |                  |
| 5 luglio  | Open International du Touquet 1999 Le Touquet, Francia Terra rossa $10,000            |            |           |               |                  |
| 5 luglio  | ITF Women's Circuit Amersfoort 1999 Amersfoort, Paesi Bassi Terra rossa $10,000       |            |           |               |                  |
| 5 luglio  | ITF Women's Circuit Amersfoort 1999 Amersfoort, Paesi Bassi Terra rossa $10,000       |            |           |               |                  |
| 5 luglio  | ITF Women's Circuit Civitanova 1999 Civitanova Marche, Italia Terra rossa $25,000     |            |           |               |                  |
| 5 luglio  | ITF Women's Circuit Civitanova 1999 Civitanova Marche, Italia Terra rossa $25,000     |            |           |               |                  |
| 5 luglio  | Darmstadt Tennis International 1999 Darmstadt, Germania Terra rossa $25,000           |            |           |               |                  |
| 5 luglio  | Darmstadt Tennis International 1999 Darmstadt, Germania Terra rossa $25,000           |            |           |               |                  |
| 5 luglio  | Cidade de Vigo 1999 Vigo, Spagna Terra rossa $10,000                                  |            |           |               |                  |
| 5 luglio  | Cidade de Vigo 1999 Vigo, Spagna Terra rossa $10,000                                  |            |           |               |                  |
| 12 luglio | Women's Hospital Classic 1999 Evansville, USA Cemento $10,000                         |            |           |               |                  |
| 12 luglio | Women's Hospital Classic 1999 Evansville, USA Cemento $10,000                         |            |           |               |                  |
| 12 luglio | AEGON Pro Series Frinton 1999 Frinton, Gran Bretagna Erba $10,000                     |            |           |               |                  |
| 12 luglio | AEGON Pro Series Frinton 1999 Frinton, Gran Bretagna Erba $10,000                     |            |           |               |                  |
| 12 luglio | Iris Ladies Trophy 1999 Bruxelles, Belgio Terra rossa $10,000                         |            |           |               |                  |
| 12 luglio | Iris Ladies Trophy 1999 Bruxelles, Belgio Terra rossa $10,000                         |            |           |               |                  |
| 12 luglio | Internacional de Getxo 1999 Getxo, Spagna Terra rossa $25,000                         |            |           |               |                  |
| 12 luglio | Internacional de Getxo 1999 Getxo, Spagna Terra rossa $25,000                         |            |           |               |                  |
| 12 luglio | ITF Women's Circuit Puchheim 1999 Puchheim, USA Terra rossa $25,000                   |            |           |               |                  |
| 12 luglio | ITF Women's Circuit Puchheim 1999 Puchheim, USA Terra rossa $25,000                   |            |           |               |                  |
| 12 luglio | Torneo Internazionale Femminile Città di Sezze 1999 Sezze, Italia Terra rossa $10,000 |            |           |               |                  |
| 12 luglio | Torneo Internazionale Femminile Città di Sezze 1999 Sezze, Italia Terra rossa $10,000 |            |           |               |                  |
| 12 luglio | ITF Women's Circuit Mahwah 1999 Mahwah, USA Cemento $50,000                           |            |           |               |                  |
| 12 luglio | ITF Women's Circuit Mahwah 1999 Mahwah, USA Cemento $50,000                           |            |           |               |                  |
| 19 luglio | Ciudad de Valladolid 1999 Valladolid, Spagna Cemento $25,000                          |            |           |               |                  |
| 19 luglio | Ciudad de Valladolid 1999 Valladolid, Spagna Cemento $25,000                          |            |           |               |                  |
| 19 luglio | Baden Pokal 1999 Ettenheim, Germania Terra rossa $25,000                              |            |           |               |                  |
| 19 luglio | Baden Pokal 1999 Ettenheim, Germania Terra rossa $25,000                              |            |           |               |                  |
| 19 luglio | Ellesse Ladies Irish Open 1999 Dublino, Irlanda Sintetico $25,000                     |            |           |               |                  |
| 19 luglio | Ellesse Ladies Irish Open 1999 Dublino, Irlanda Sintetico $25,000                     |            |           |               |                  |
| 19 luglio | Iris Ladies Trophy 1999 Bruxelles, Belgio Terra rossa $10,000                         |            |           |               |                  |
| 19 luglio | Iris Ladies Trophy 1999 Bruxelles, Belgio Terra rossa $10,000                         |            |           |               |                  |
| 19 luglio | ITF Women's Circuit Peachtree 1999 Peachtree, USA Cemento $25,000                     |            |           |               |                  |
| 19 luglio | ITF Women's Circuit Peachtree 1999 Peachtree, USA Cemento $25,000                     |            |           |               |                  |
| 26 luglio | Torneo Internacional de Navarra 1999 Pamplona, Spagna Cemento $25,000                 |            |           |               |                  |
| 26 luglio | Torneo Internacional de Navarra 1999 Pamplona, Spagna Cemento $25,000                 |            |           |               |                  |
| 26 luglio | AEGON Pro Series Edinburgh 1999 Edimburgo, Gran Bretagna Terra rossa $25,000          |            |           |               |                  |
| 26 luglio | AEGON Pro Series Edinburgh 1999 Edimburgo, Gran Bretagna Terra rossa $25,000          |            |           |               |                  |
| 26 luglio | ITF Women's Circuit Bytom 1999 Bytom, Polonia Terra rossa $50,000                     |            |           |               |                  |
| 26 luglio | ITF Women's Circuit Bytom 1999 Bytom, Polonia Terra rossa $50,000                     |            |           |               |                  |
| 26 luglio | BMW AHG Cup 1999 Horb am Neckar, Germania Terra rossa $10,000                         |            |           |               |                  |
| 26 luglio | BMW AHG Cup 1999 Horb am Neckar, Germania Terra rossa $10,000                         |            |           |               |                  |
| 26 luglio | ITF Women's Circuit Rabat 1999 Rabat, Marocco Terra rossa $10,000                     |            |           |               |                  |
| 26 luglio | ITF Women's Circuit Rabat 1999 Rabat, Marocco Terra rossa $10,000                     |            |           |               |                  |
| 26 luglio | ITF Women's Circuit Salt Lake City 1999 Salt Lake City, USA Cemento $50,000           |            |           |               |                  |
| 26 luglio | ITF Women's Circuit Salt Lake City 1999 Salt Lake City, USA Cemento $50,000           |            |           |               |                  |
| 26 luglio | Open GDF SUEZ des Contamines-Montjoie 1999 Les Contamines, Francia Cemento $25,000    |            |           |               |                  |
| 26 luglio | Open GDF SUEZ des Contamines-Montjoie 1999 Les Contamines, Francia Cemento $25,000    |            |           |               |                  |
| 26 luglio | ITF Women's Circuit Baltimore 1999 Baltimora, USA Cemento $10,000                     |            |           |               |                  |
| 26 luglio | ITF Women's Circuit Baltimore 1999 Baltimora, USA Cemento $10,000                     |            |           |               |                  |
| 31 luglio | Open Gaz de France du Périgord 1999 Périguex, Francia Terra rossa $10,000             |            |           |               |                  |
| 31 luglio | Open Gaz de France du Périgord 1999 Périguex, Francia Terra rossa $10,000             |            |           |               |                  |

## Agosto
| Settimana | Torneo                                                                             | Vincitrice | Finalista | Semifinaliste | Quarti di finale |
| --------- | ---------------------------------------------------------------------------------- | ---------- | --------- | ------------- | ---------------- |
| 2 agosto  | ITF Women's CircuitHarrisonburg 1999 Harrisonburg, USA Cemento $10,000             |            |           |               |                  |
| 2 agosto  | ITF Women's CircuitHarrisonburg 1999 Harrisonburg, USA Cemento $10,000             |            |           |               |                  |
| 2 agosto  | Bella Cup 1999 Toruń, Polonia Terra rossa $10,000                                  |            |           |               |                  |
| 2 agosto  | Bella Cup 1999 Toruń, Polonia Terra rossa $10,000                                  |            |           |               |                  |
| 2 agosto  | BRD Women's Cup 1999 Bucarest, Romania Terra rossa $10,000                         |            |           |               |                  |
| 2 agosto  | BRD Women's Cup 1999 Bucarest, Romania Terra rossa $10,000                         |            |           |               |                  |
| 2 agosto  | ITF Women's Circuit Harkiv 1999 Charkiv, Ucraina Terra rossa $25,000               |            |           |               |                  |
| 2 agosto  | ITF Women's Circuit Harkiv 1999 Charkiv, Ucraina Terra rossa $25,000               |            |           |               |                  |
| 2 agosto  | ITF Women's Circuit Caracas 1999 Caracas, Venezuela Cemento $10,000                |            |           |               |                  |
| 2 agosto  | ITF Women's Circuit Caracas 1999 Caracas, Venezuela Cemento $10,000                |            |           |               |                  |
| 2 agosto  | Fifth Third Bank Tennis Championships 1999 Lexington, USA Cemento $50,000          |            |           |               |                  |
| 2 agosto  | Fifth Third Bank Tennis Championships 1999 Lexington, USA Cemento $50,000          |            |           |               |                  |
| 9 agosto  | Ted-Firatpen Ladies Open 1999 Istanbul, Turchia Cemento $10,000                    |            |           |               |                  |
| 9 agosto  | Ted-Firatpen Ladies Open 1999 Istanbul, Turchia Cemento $10,000                    |            |           |               |                  |
| 9 agosto  | Rebecq Ladiez Trophy 1999 Rebecq, Belgio Terra rossa $10,000                       |            |           |               |                  |
| 9 agosto  | Rebecq Ladiez Trophy 1999 Rebecq, Belgio Terra rossa $10,000                       |            |           |               |                  |
| 9 agosto  | BRD Groupe Societe Generale 1999 Bucarest, Romania Terra rossa $10,000             |            |           |               |                  |
| 9 agosto  | BRD Groupe Societe Generale 1999 Bucarest, Romania Terra rossa $10,000             |            |           |               |                  |
| 9 agosto  | Open Saint-Gaudens Midi Pyrénées 1999 Saint-Gaudens, Francia Terra rossa $10,000   |            |           |               |                  |
| 9 agosto  | Open Saint-Gaudens Midi Pyrénées 1999 Saint-Gaudens, Francia Terra rossa $10,000   |            |           |               |                  |
| 16 agosto | Coppa Città di Alghero 1999 Alghero, Italia Cemento $10,000                        |            |           |               |                  |
| 16 agosto | Coppa Città di Alghero 1999 Alghero, Italia Cemento $10,000                        |            |           |               |                  |
| 16 agosto | EmblemHealth Bronx Open 1999 Bronx, USA Cemento $50,000                            |            |           |               |                  |
| 16 agosto | EmblemHealth Bronx Open 1999 Bronx, USA Cemento $50,000                            |            |           |               |                  |
| 16 agosto | BRD Groupe Societe Generale 1999 Bucarest, Romania Terra rossa $10,000             |            |           |               |                  |
| 16 agosto | BRD Groupe Societe Generale 1999 Bucarest, Romania Terra rossa $10,000             |            |           |               |                  |
| 16 agosto | Infond Open 1999 Maribor, Slovenia Terra rossa $10,000                             |            |           |               |                  |
| 16 agosto | Infond Open 1999 Maribor, Slovenia Terra rossa $10,000                             |            |           |               |                  |
| 16 agosto | Flanders Ladies Trophy Koksijde 1999 Koksijde, Belgio Terra rossa $10,000          |            |           |               |                  |
| 16 agosto | Flanders Ladies Trophy Koksijde 1999 Koksijde, Belgio Terra rossa $10,000          |            |           |               |                  |
| 16 agosto | Deza Trophy 1999 Valašské Meziříčí, Repubblica Ceca Terra rossa $10,000            |            |           |               |                  |
| 16 agosto | Deza Trophy 1999 Valašské Meziříčí, Repubblica Ceca Terra rossa $10,000            |            |           |               |                  |
| 16 agosto | ITF Women's Circuit Guayaquil 1999 Guayaquil, Ecuador Terra rossa $10,000          |            |           |               |                  |
| 16 agosto | ITF Women's Circuit Guayaquil 1999 Guayaquil, Ecuador Terra rossa $10,000          |            |           |               |                  |
| 23 agosto | Westend Ladies Tennis Cup 1999 Westend, Belgio Terra rossa $10,000                 |            |           |               |                  |
| 23 agosto | Westend Ladies Tennis Cup 1999 Westend, Belgio Terra rossa $10,000                 |            |           |               |                  |
| 23 agosto | ITF Women's Circuit Bucharest 1999 Bucarest, Romania Terra rossa $25,000           |            |           |               |                  |
| 23 agosto | ITF Women's Circuit Bucharest 1999 Bucarest, Romania Terra rossa $25,000           |            |           |               |                  |
| 23 agosto | ITF Women's Circuit Lima 1999 Lima, Perù Terra rossa $10,000                       |            |           |               |                  |
| 23 agosto | ITF Women's Circuit Lima 1999 Lima, Perù Terra rossa $10,000                       |            |           |               |                  |
| 23 agosto | Hechingen Ladies Open 1999 Hechingen, Germania Terra rossa $10,000                 |            |           |               |                  |
| 23 agosto | Hechingen Ladies Open 1999 Hechingen, Germania Terra rossa $10,000                 |            |           |               |                  |
| 23 agosto | ITF Women's Circuit Skiathos 1999 Sciato, Grecia Terra rossa $10,000               |            |           |               |                  |
| 23 agosto | ITF Women's Circuit Skiathos 1999 Sciato, Grecia Terra rossa $10,000               |            |           |               |                  |
| 23 agosto | International Country Cuneo 1999 Cuneo, Italia Terra rossa $10,000                 |            |           |               |                  |
| 23 agosto | International Country Cuneo 1999 Cuneo, Italia Terra rossa $10,000                 |            |           |               |                  |
| 30 agosto | ITF Women's Circuit Qing Dao 1999 Qing Dao, Cina Cemento $25,000                   |            |           |               |                  |
| 30 agosto | ITF Women's Circuit Qing Dao 1999 Qing Dao, Cina Cemento $25,000                   |            |           |               |                  |
| 30 agosto | Abierto Queretaro de Tenis 1999 Santiago de Querétaro, Messico Terra rossa $10,000 |            |           |               |                  |
| 30 agosto | Abierto Queretaro de Tenis 1999 Santiago de Querétaro, Messico Terra rossa $10,000 |            |           |               |                  |
| 30 agosto | Città di Spoleto 1999 Spoleto, Italia Terra rossa $25,000                          |            |           |               |                  |
| 30 agosto | Città di Spoleto 1999 Spoleto, Italia Terra rossa $25,000                          |            |           |               |                  |
| 30 agosto | ITF Women's Circuit San Juan 1999 San Juan, Argentina Terra rossa $10,000          |            |           |               |                  |
| 30 agosto | ITF Women's Circuit San Juan 1999 San Juan, Argentina Terra rossa $10,000          |            |           |               |                  |

## Settembre
| Settimana    | Torneo                                                                               | Vincitrice | Finalista | Semifinaliste | Quarti di finale |
| ------------ | ------------------------------------------------------------------------------------ | ---------- | --------- | ------------- | ---------------- |
| 6 settembre  | ITF Women's Circuit Messico City 1999 Città del Messico, Messico Cemento $25,000     |            |           |               |                  |
| 6 settembre  | ITF Women's Circuit Messico City 1999 Città del Messico, Messico Cemento $25,000     |            |           |               |                  |
| 6 settembre  | ITF Women's Circuit Ibaraki 1999 Ibaraki, Giappone Cemento $10,000                   |            |           |               |                  |
| 6 settembre  | ITF Women's Circuit Ibaraki 1999 Ibaraki, Giappone Cemento $10,000                   |            |           |               |                  |
| 6 settembre  | ITF Women's Circuit Buenos Aires 1999 Buenos Aires, Argentina Terra rossa $10,000    |            |           |               |                  |
| 6 settembre  | ITF Women's Circuit Buenos Aires 1999 Buenos Aires, Argentina Terra rossa $10,000    |            |           |               |                  |
| 6 settembre  | Zaton Open 1999 Zara, Croazia Terra rossa $10,000                                    |            |           |               |                  |
| 6 settembre  | Zaton Open 1999 Zara, Croazia Terra rossa $10,000                                    |            |           |               |                  |
| 6 settembre  | Open GDF SUEZ de la Porte du Hainaut 1999 Denain, Francia Terra rossa $25,000        |            |           |               |                  |
| 6 settembre  | Open GDF SUEZ de la Porte du Hainaut 1999 Denain, Francia Terra rossa $25,000        |            |           |               |                  |
| 6 settembre  | Internazionali Città di Fano 1999 Fano, Italia Terra rossa $25,000                   |            |           |               |                  |
| 6 settembre  | Internazionali Città di Fano 1999 Fano, Italia Terra rossa $25,000                   |            |           |               |                  |
| 6 settembre  | Knoll Open 1999 Saulgau, Germania Terra rossa $10,000                                |            |           |               |                  |
| 6 settembre  | Knoll Open 1999 Saulgau, Germania Terra rossa $10,000                                |            |           |               |                  |
| 13 settembre | ITF Women's Circuit Hopewell Giuction 1999 Hopewell Giuction, USA Cemento $25,000    |            |           |               |                  |
| 13 settembre | ITF Women's Circuit Hopewell Giuction 1999 Hopewell Giuction, USA Cemento $25,000    |            |           |               |                  |
| 13 settembre | Open GDF Bordeaux 1999 Bordeaux, Francia Terra rossa $50,000                         |            |           |               |                  |
| 13 settembre | Open GDF Bordeaux 1999 Bordeaux, Francia Terra rossa $50,000                         |            |           |               |                  |
| 13 settembre | ITF Women's Circuit Buenos Aires 1999 Buenos Aires, Argentina Terra rossa $25,000    |            |           |               |                  |
| 13 settembre | ITF Women's Circuit Buenos Aires 1999 Buenos Aires, Argentina Terra rossa $25,000    |            |           |               |                  |
| 13 settembre | ITF Women's Circuit Reggio Calabria 1999 Reggio Calabria, Italia Terra rossa $25,000 |            |           |               |                  |
| 13 settembre | ITF Women's Circuit Reggio Calabria 1999 Reggio Calabria, Italia Terra rossa $25,000 |            |           |               |                  |
| 13 settembre | ITF Women's Circuit Otocec 1999 Otočec, Slovenia Terra rossa $25,000                 |            |           |               |                  |
| 13 settembre | ITF Women's Circuit Otocec 1999 Otočec, Slovenia Terra rossa $25,000                 |            |           |               |                  |
| 13 settembre | Biograd Open 1999 Zaravecchia, Croazia Terra rossa $25,000                           |            |           |               |                  |
| 13 settembre | Biograd Open 1999 Zaravecchia, Croazia Terra rossa $25,000                           |            |           |               |                  |
| 20 settembre | ITF Women's Circuit Kirkland 1999 Kirkland, USA Cemento $75,000                      |            |           |               |                  |
| 20 settembre | ITF Women's Circuit Kirkland 1999 Kirkland, USA Cemento $75,000                      |            |           |               |                  |
| 20 settembre | Allianz Cup 1999 Sofia, Bulgaria Terra rossa $25,000                                 |            |           |               |                  |
| 20 settembre | Allianz Cup 1999 Sofia, Bulgaria Terra rossa $25,000                                 |            |           |               |                  |
| 20 settembre | Trofeo Città di Lecce 1999 Lecce, Italia Terra rossa $10,000                         |            |           |               |                  |
| 20 settembre | Trofeo Città di Lecce 1999 Lecce, Italia Terra rossa $10,000                         |            |           |               |                  |
| 20 settembre | ITF Women's Circuit Asuncion 1999 Asunción, Paraguay Terra rossa $10,000             |            |           |               |                  |
| 20 settembre | ITF Women's Circuit Asuncion 1999 Asunción, Paraguay Terra rossa $10,000             |            |           |               |                  |
| 20 settembre | Torneo Thessaloniki Tennis Club 1999 Salonicco, Grecia Sintetico $25,000             |            |           |               |                  |
| 20 settembre | Torneo Thessaloniki Tennis Club 1999 Salonicco, Grecia Sintetico $25,000             |            |           |               |                  |
| 20 settembre | AEGON Pro Series Sunderland 1999 Sunderland, Gran Bretagna Cemento $10,000           |            |           |               |                  |
| 20 settembre | AEGON Pro Series Sunderland 1999 Sunderland, Gran Bretagna Cemento $10,000           |            |           |               |                  |
| 27 settembre | ITF Women's Circuit Santa Clara 1999 Santa Clara, USA Cemento $75,000                |            |           |               |                  |
| 27 settembre | ITF Women's Circuit Santa Clara 1999 Santa Clara, USA Cemento $75,000                |            |           |               |                  |
| 27 settembre | AEGON Pro Series Glasgow 1999 Glasgow, Gran Bretagna Sintetico $10,000               |            |           |               |                  |
| 27 settembre | AEGON Pro Series Glasgow 1999 Glasgow, Gran Bretagna Sintetico $10,000               |            |           |               |                  |
| 27 settembre | ITF Women's Circuit Seoul 1999 Seul, Corea del Sud Cemento $50,000                   |            |           |               |                  |
| 27 settembre | ITF Women's Circuit Seoul 1999 Seul, Corea del Sud Cemento $50,000                   |            |           |               |                  |
| 27 settembre | ITF Women's Circuit Fiumicino 1999 Fiumicino, Italia Terra rossa $10,000             |            |           |               |                  |
| 27 settembre | ITF Women's Circuit Fiumicino 1999 Fiumicino, Italia Terra rossa $10,000             |            |           |               |                  |
| 27 settembre | ITF Women's Circuit Skopje 1999 Skopje, Macedonia Terra rossa $10,000                |            |           |               |                  |
| 27 settembre | ITF Women's Circuit Skopje 1999 Skopje, Macedonia Terra rossa $10,000                |            |           |               |                  |
| 27 settembre | ITF Women's Circuit Montevideo 1999 Montevideo, Uruguay Terra rossa $10,000          |            |           |               |                  |
| 27 settembre | ITF Women's Circuit Montevideo 1999 Montevideo, Uruguay Terra rossa $10,000          |            |           |               |                  |
| 27 settembre | Tbilisi Open 1999 Tbilisi, Georgia Terra rossa $25,000                               |            |           |               |                  |
| 27 settembre | Tbilisi Open 1999 Tbilisi, Georgia Terra rossa $25,000                               |            |           |               |                  |
| 27 settembre | Porto Open 1999 Porto, Portogallo Terra rossa $25,000                                |            |           |               |                  |
| 27 settembre | Porto Open 1999 Porto, Portogallo Terra rossa $25,000                                |            |           |               |                  |
| 27 settembre | ITF Women's Circuit Lerida 1999 Lérida, Spagna Terra rossa $10,000                   |            |           |               |                  |
| 27 settembre | ITF Women's Circuit Lerida 1999 Lérida, Spagna Terra rossa $10,000                   |            |           |               |                  |

## Ottobre
| Settimana  | Torneo                                                                               | Vincitrice | Finalista | Semifinaliste | Quarti di finale |
| ---------- | ------------------------------------------------------------------------------------ | ---------- | --------- | ------------- | ---------------- |
| 4 ottobre  | Coleman Vision Tennis Championships 1999 Albuquerque, USA Cemento $50,000            |            |           |               |                  |
| 4 ottobre  | Coleman Vision Tennis Championships 1999 Albuquerque, USA Cemento $50,000            |            |           |               |                  |
| 4 ottobre  | ITF Women's Circuit Saga 1999 Saga, Giappone Erba $25,000                            |            |           |               |                  |
| 4 ottobre  | ITF Women's Circuit Saga 1999 Saga, Giappone Erba $25,000                            |            |           |               |                  |
| 4 ottobre  | ITF Women's Circuit Dalby 1999 Dalby, Australia Cemento $25,000                      |            |           |               |                  |
| 4 ottobre  | ITF Women's Circuit Dalby 1999 Dalby, Australia Cemento $25,000                      |            |           |               |                  |
| 4 ottobre  | Open Catalunya 1999 Gerona, Spagna Terra rossa $10,000                               |            |           |               |                  |
| 4 ottobre  | Open Catalunya 1999 Gerona, Spagna Terra rossa $10,000                               |            |           |               |                  |
| 4 ottobre  | Allianz Cup 1999 Sofia, Bulgaria Terra rossa $10,000                                 |            |           |               |                  |
| 4 ottobre  | Allianz Cup 1999 Sofia, Bulgaria Terra rossa $10,000                                 |            |           |               |                  |
| 4 ottobre  | Batumi Open 1999 Batumi, Georgia Sintetico $50,000                                   |            |           |               |                  |
| 4 ottobre  | Batumi Open 1999 Batumi, Georgia Sintetico $50,000                                   |            |           |               |                  |
| 4 ottobre  | ITF Women's Circuit Santiago 1999 Santiago, Cile Terra rossa $10,000                 |            |           |               |                  |
| 4 ottobre  | ITF Women's Circuit Santiago 1999 Santiago, Cile Terra rossa $10,000                 |            |           |               |                  |
| 4 ottobre  | ITF Women's Circuit Vila Do Conde 1999 Vila do Conde, Portogallo Terra rossa $10,000 |            |           |               |                  |
| 4 ottobre  | ITF Women's Circuit Vila Do Conde 1999 Vila do Conde, Portogallo Terra rossa $10,000 |            |           |               |                  |
| 11 ottobre | ITF Women's Circuit Coops 1999 Coops, Australia Cemento $25,000                      |            |           |               |                  |
| 11 ottobre | ITF Women's Circuit Coops 1999 Coops, Australia Cemento $25,000                      |            |           |               |                  |
| 11 ottobre | Plzen Cup 1999 Plzeň, Repubblica Ceca Terra rossa $10,000                            |            |           |               |                  |
| 11 ottobre | Plzen Cup 1999 Plzeň, Repubblica Ceca Terra rossa $10,000                            |            |           |               |                  |
| 11 ottobre | ITF Women's Circuit Rhodes 1999 Rodi, Grecia Terra rossa $25,000                     |            |           |               |                  |
| 11 ottobre | ITF Women's Circuit Rhodes 1999 Rodi, Grecia Terra rossa $25,000                     |            |           |               |                  |
| 11 ottobre | ITF Women's Circuit Largo 1999 Largo, USA Cemento $50,000                            |            |           |               |                  |
| 11 ottobre | ITF Women's Circuit Largo 1999 Largo, USA Cemento $50,000                            |            |           |               |                  |
| 11 ottobre | AEGON Pro Series Welwyn 1999 Welwyn, Gran Bretagna Cemento $25,000                   |            |           |               |                  |
| 11 ottobre | AEGON Pro Series Welwyn 1999 Welwyn, Gran Bretagna Cemento $25,000                   |            |           |               |                  |
| 11 ottobre | Internationaux Féminins de la Vienne 1999 Poitiers, Francia Cemento $75,000          |            |           |               |                  |
| 11 ottobre | Internationaux Féminins de la Vienne 1999 Poitiers, Francia Cemento $75,000          |            |           |               |                  |
| 11 ottobre | Mitra Kemayoran Women's Circuit 1999 Giacarta, Indonesia Cemento $10,000             |            |           |               |                  |
| 11 ottobre | Mitra Kemayoran Women's Circuit 1999 Giacarta, Indonesia Cemento $10,000             |            |           |               |                  |
| 18 ottobre | Mitra Kemayoran Women's Circuit 1999 Giacarta, Indonesia Cemento $10,000             |            |           |               |                  |
| 18 ottobre | Mitra Kemayoran Women's Circuit 1999 Giacarta, Indonesia Cemento $10,000             |            |           |               |                  |
| 18 ottobre | AEGON Pro Series Southampton 1999 Southampton, Gran Bretagna Sintetico $50,000       |            |           |               |                  |
| 18 ottobre | AEGON Pro Series Southampton 1999 Southampton, Gran Bretagna Sintetico $50,000       |            |           |               |                  |
| 18 ottobre | ITF Women's Circuit Nashville 1999 Nashville, USA Cemento $25,000                    |            |           |               |                  |
| 18 ottobre | ITF Women's Circuit Nashville 1999 Nashville, USA Cemento $25,000                    |            |           |               |                  |
| 18 ottobre | ITF Women's Circuit Gold Coast 1999 Gold Coast, Australia Cemento $25,000            |            |           |               |                  |
| 18 ottobre | ITF Women's Circuit Gold Coast 1999 Gold Coast, Australia Cemento $25,000            |            |           |               |                  |
| 25 ottobre | ITF Women's Circuit Dallas 1999 Dallas, USA Cemento $50,000                          |            |           |               |                  |
| 25 ottobre | ITF Women's Circuit Dallas 1999 Dallas, USA Cemento $50,000                          |            |           |               |                  |
| 25 ottobre | ITF Women's Circuit Kastoria 1999 Kastoria, Grecia Sintetico $10,000                 |            |           |               |                  |
| 25 ottobre | ITF Women's Circuit Kastoria 1999 Kastoria, Grecia Sintetico $10,000                 |            |           |               |                  |
| 25 ottobre | Altea Star Cup 1999 Minsk, Bielorussia Sintetico $10,000                             |            |           |               |                  |
| 25 ottobre | Altea Star Cup 1999 Minsk, Bielorussia Sintetico $10,000                             |            |           |               |                  |
| 25 ottobre | ITF Women's Circuit Manaus 1999 Manaus, Brasile Cemento $25,000                      |            |           |               |                  |
| 25 ottobre | ITF Women's Circuit Manaus 1999 Manaus, Brasile Cemento $25,000                      |            |           |               |                  |

## Novembre
| Settimana   | Torneo                                                                                              | Vincitrice | Finalista | Semifinaliste | Quarti di finale |
| ----------- | --------------------------------------------------------------------------------------------------- | ---------- | --------- | ------------- | ---------------- |
| 1º novembre | ITF Women's Circuit Hull 1999 Hull, Gran Bretagna Cemento $25,000                                   |            |           |               |                  |
| 1º novembre | ITF Women's Circuit Hull 1999 Hull, Gran Bretagna Cemento $25,000                                   |            |           |               |                  |
| 1º novembre | Circuito Feminino de Tenis do Estado de São Paulo 1999 Mogi das Cruzes, Brasile Terra rossa $25,000 |            |           |               |                  |
| 1º novembre | Circuito Feminino de Tenis do Estado de São Paulo 1999 Mogi das Cruzes, Brasile Terra rossa $25,000 |            |           |               |                  |
| 1º novembre | ITF Women's Circuit Cairo 1999 Il Cairo, Egitto Terra rossa $10,000                                 |            |           |               |                  |
| 1º novembre | ITF Women's Circuit Cairo 1999 Il Cairo, Egitto Terra rossa $10,000                                 |            |           |               |                  |
| 1º novembre | ITF Women's Circuit Jaffa 1999 Giaffa, Israele Cemento $25,000                                      |            |           |               |                  |
| 1º novembre | ITF Women's Circuit Jaffa 1999 Giaffa, Israele Cemento $25,000                                      |            |           |               |                  |
| 1º novembre | Open International de la Ville de Saint Raphael 1999 Saint-Raphaël, Francia Cemento $10,000         |            |           |               |                  |
| 1º novembre | Open International de la Ville de Saint Raphael 1999 Saint-Raphaël, Francia Cemento $10,000         |            |           |               |                  |
| 8 novembre  | ITF Women's Circuit Monterrey 1999 Monterrey, Messico Cemento $25,000                               |            |           |               |                  |
| 8 novembre  | ITF Women's Circuit Monterrey 1999 Monterrey, Messico Cemento $25,000                               |            |           |               |                  |
| 8 novembre  | ITF Women's Circuit Ismailia 1999 Ismailia, Egitto Terra rossa $10,000                              |            |           |               |                  |
| 8 novembre  | ITF Women's Circuit Ismailia 1999 Ismailia, Egitto Terra rossa $10,000                              |            |           |               |                  |
| 8 novembre  | ITF Women's Circuit Rungsted 1999 Rungsted, Danimarca Sintetico $25,000                             |            |           |               |                  |
| 8 novembre  | ITF Women's Circuit Rungsted 1999 Rungsted, Danimarca Sintetico $25,000                             |            |           |               |                  |
| 8 novembre  | ITF Women's Circuit San Salvador 1999 San Salvador, El Salvador Terra rossa $10,000                 |            |           |               |                  |
| 8 novembre  | ITF Women's Circuit San Salvador 1999 San Salvador, El Salvador Terra rossa $10,000                 |            |           |               |                  |
| 8 novembre  | Open de Havre 1999 Le Havre, Francia Terra rossa $10,000                                            |            |           |               |                  |
| 8 novembre  | Open de Havre 1999 Le Havre, Francia Terra rossa $10,000                                            |            |           |               |                  |
| 8 novembre  | Stupava Cup 1999 Stupava, Slovacchia Cemento $10,000                                                |            |           |               |                  |
| 8 novembre  | Stupava Cup 1999 Stupava, Slovacchia Cemento $10,000                                                |            |           |               |                  |
| 15 novembre | Smart ITF Women's Circuit Manila 1999 Manila, Filippine Cemento $10,000                             |            |           |               |                  |
| 15 novembre | Smart ITF Women's Circuit Manila 1999 Manila, Filippine Cemento $10,000                             |            |           |               |                  |
| 15 novembre | ITF Women's Circuit Haibara 1999 Haibara, Giappone Sintetico $10,000                                |            |           |               |                  |
| 15 novembre | ITF Women's Circuit Haibara 1999 Haibara, Giappone Sintetico $10,000                                |            |           |               |                  |
| 15 novembre | ITF Women's Circuit Schlieren 1999 Schlieren, Svizzera Sintetico $10,000                            |            |           |               |                  |
| 15 novembre | ITF Women's Circuit Schlieren 1999 Schlieren, Svizzera Sintetico $10,000                            |            |           |               |                  |
| 15 novembre | Open Waterford Wedgwood 1999 Deauville, Francia Terra rossa $10,000                                 |            |           |               |                  |
| 15 novembre | Open Waterford Wedgwood 1999 Deauville, Francia Terra rossa $10,000                                 |            |           |               |                  |
| 15 novembre | ITF Women's Circuit São José dos Campos 1999 São José dos Campos, Brasile Terra rossa $10,000       |            |           |               |                  |
| 15 novembre | ITF Women's Circuit São José dos Campos 1999 São José dos Campos, Brasile Terra rossa $10,000       |            |           |               |                  |
| 15 novembre | City of Mount Gambier Blue Lake Women's Classic 1999 Mount Gambier, Australia Cemento $25,000       |            |           |               |                  |
| 15 novembre | City of Mount Gambier Blue Lake Women's Classic 1999 Mount Gambier, Australia Cemento $25,000       |            |           |               |                  |
| 15 novembre | ITF Women's Circuit Los Mochis 1999 Los Mochis, Messico Cemento $10,000                             |            |           |               |                  |
| 15 novembre | ITF Women's Circuit Los Mochis 1999 Los Mochis, Messico Cemento $10,000                             |            |           |               |                  |
| 22 novembre | ITF Women's Circuit Culiacan 1999 Culiacán, Messico Cemento $10,000                                 |            |           |               |                  |
| 22 novembre | ITF Women's Circuit Culiacan 1999 Culiacán, Messico Cemento $10,000                                 |            |           |               |                  |
| 22 novembre | Kofu Open 1999 Kōfu, Giappone Sintetico $10,000                                                     |            |           |               |                  |
| 22 novembre | Kofu Open 1999 Kōfu, Giappone Sintetico $10,000                                                     |            |           |               |                  |
| 22 novembre | ITF Women's Circuit Campos 1999 Campos do Jordão, Brasile Terra rossa $10,000                       |            |           |               |                  |
| 22 novembre | ITF Women's Circuit Campos 1999 Campos do Jordão, Brasile Terra rossa $10,000                       |            |           |               |                  |
| 22 novembre | Trofeo Ca'n Simó 1999 Maiorca, Spagna Terra rossa $10,000                                           |            |           |               |                  |
| 22 novembre | Trofeo Ca'n Simó 1999 Maiorca, Spagna Terra rossa $10,000                                           |            |           |               |                  |
| 22 novembre | ITF Women's Circuit Nurioopta 1999 Nurioopta, Australia Cemento $25,000                             |            |           |               |                  |
| 22 novembre | ITF Women's Circuit Nurioopta 1999 Nurioopta, Australia Cemento $25,000                             |            |           |               |                  |
| 22 novembre | Smart ITF Women's Circuit Manila 1999 Manila, Filippine Cemento $10,000                             |            |           |               |                  |
| 22 novembre | Smart ITF Women's Circuit Manila 1999 Manila, Filippine Cemento $10,000                             |            |           |               |                  |
| 27 novembre | Trofeo Ca'n Simo 2 1999 Maiorca, Spagna Terra rossa $10,000                                         |            |           |               |                  |
| 27 novembre | Trofeo Ca'n Simo 2 1999 Maiorca, Spagna Terra rossa $10,000                                         |            |           |               |                  |
| 27 novembre | Cali Challeneger 1999 Cali, Colombia Terra rossa $25,000                                            |            |           |               |                  |
| 27 novembre | Cali Challeneger 1999 Cali, Colombia Terra rossa $25,000                                            |            |           |               |                  |
| 29 novembre | Nyrstar Port Pirie Tennis International 1999 Port Pirie, Australia Cemento $25,000                  |            |           |               |                  |
| 29 novembre | Nyrstar Port Pirie Tennis International 1999 Port Pirie, Australia Cemento $25,000                  |            |           |               |                  |
| 29 novembre | Cergy Pontoise Challenger 1999 Cergy-Pontoise, Francia Cemento $50,000                              |            |           |               |                  |
| 29 novembre | Cergy Pontoise Challenger 1999 Cergy-Pontoise, Francia Cemento $50,000                              |            |           |               |                  |
| 29 novembre | ITF Women's Circuit Yashima 1999 Yashima, Giappone Terra rossa $10,000                              |            |           |               |                  |
| 29 novembre | ITF Women's Circuit Yashima 1999 Yashima, Giappone Terra rossa $10,000                              |            |           |               |                  |

## Dicembre
| Settimana   | Torneo                                                                         | Vincitrice | Finalista | Semifinaliste | Quarti di finale |
| ----------- | ------------------------------------------------------------------------------ | ---------- | --------- | ------------- | ---------------- |
| 6 dicembre  | Smart ITF Women's Circuit Manila 1999 Manila, Filippine Cemento $25,000        |            |           |               |                  |
| 6 dicembre  | Smart ITF Women's Circuit Manila 1999 Manila, Filippine Cemento $25,000        |            |           |               |                  |
| 6 dicembre  | Zubr Cup 1999 Přerov, Repubblica Ceca Sintetico $10,000                        |            |           |               |                  |
| 6 dicembre  | Zubr Cup 1999 Přerov, Repubblica Ceca Sintetico $10,000                        |            |           |               |                  |
| 13 dicembre | Zentiva Czech Open 1999 Průhonice, Repubblica Ceca Cemento $25,000             |            |           |               |                  |
| 13 dicembre | Zentiva Czech Open 1999 Průhonice, Repubblica Ceca Cemento $25,000             |            |           |               |                  |
| 13 dicembre | ITF Women's Circuit New Delhi 1999 Nuova Delhi, India Erba $25,000             |            |           |               |                  |
| 13 dicembre | ITF Women's Circuit New Delhi 1999 Nuova Delhi, India Erba $25,000             |            |           |               |                  |
| 20 dicembre | ITF Women's $10,000 Tennis Tournament Lucknow 1999 Lucknow, India Erba $10,000 |            |           |               |                  |
| 20 dicembre | ITF Women's $10,000 Tennis Tournament Lucknow 1999 Lucknow, India Erba $10,000 |            |           |               |                  |
| 27 dicembre | ITF Women's Circuit Chandigarh 2000 Chandigarh, India Erba $10,000             |            |           |               |                  |
| 27 dicembre | ITF Women's Circuit Chandigarh 2000 Chandigarh, India Erba $10,000             |            |           |               |                  |